# Voglio
Voglio è un singolo del cantautore italiano Marco Mengoni, pubblicato il 19 ottobre 2018 come primo estratto dal quinto album in studio Atlantico.

## Video musicale
Il videoclip è stato pubblicato il 23 ottobre 2018 attraverso il canale YouTube del cantante ed è stato girato all'interno di un capannone abbandonato.

## Tracce
Testi e musiche di Andrea Bonomo, Gianluigi Fazio e Marco Mengoni.
1. Voglio – 3:19

## Formazione
Musicisti
- Marco Mengoni – voce, arrangiamento
- Christian Rigano – sintetizzatore, moog, pianoforte, programmazione, arrangiamento
- Davide Sollazzi – batteria
- Ernesto Lopez – percussioni
- Pino Saracini – basso
- Giovanni Pallotti – basso synth
- Peter Cornacchia – chitarra
- Riccardo Onori – chitarra

Produzione
- Marco Mengoni – produzione, pre-produzione
- Christian Rigano – produzione
- Pino "Pinaxa" Pischetola – missaggio
- Antonio Baglio – mastering
- Peter Cornacchia – pre-produzione
- Giovanni Pallotti – pre-produzione
- Davide Sollazzi – pre-produzione

## Classifiche
| Classifica (2018) | Posizione massima |
| ----------------- | ----------------- |
| Italia            | 4                 |